# Galactia killipiana
Galactia killipiana är en ärtväxtart som beskrevs av James Francis Macbride. Galactia killipiana ingår i släktet Galactia och familjen ärtväxter. Inga underarter finns listade i Catalogue of Life.